# Bryan Buckley

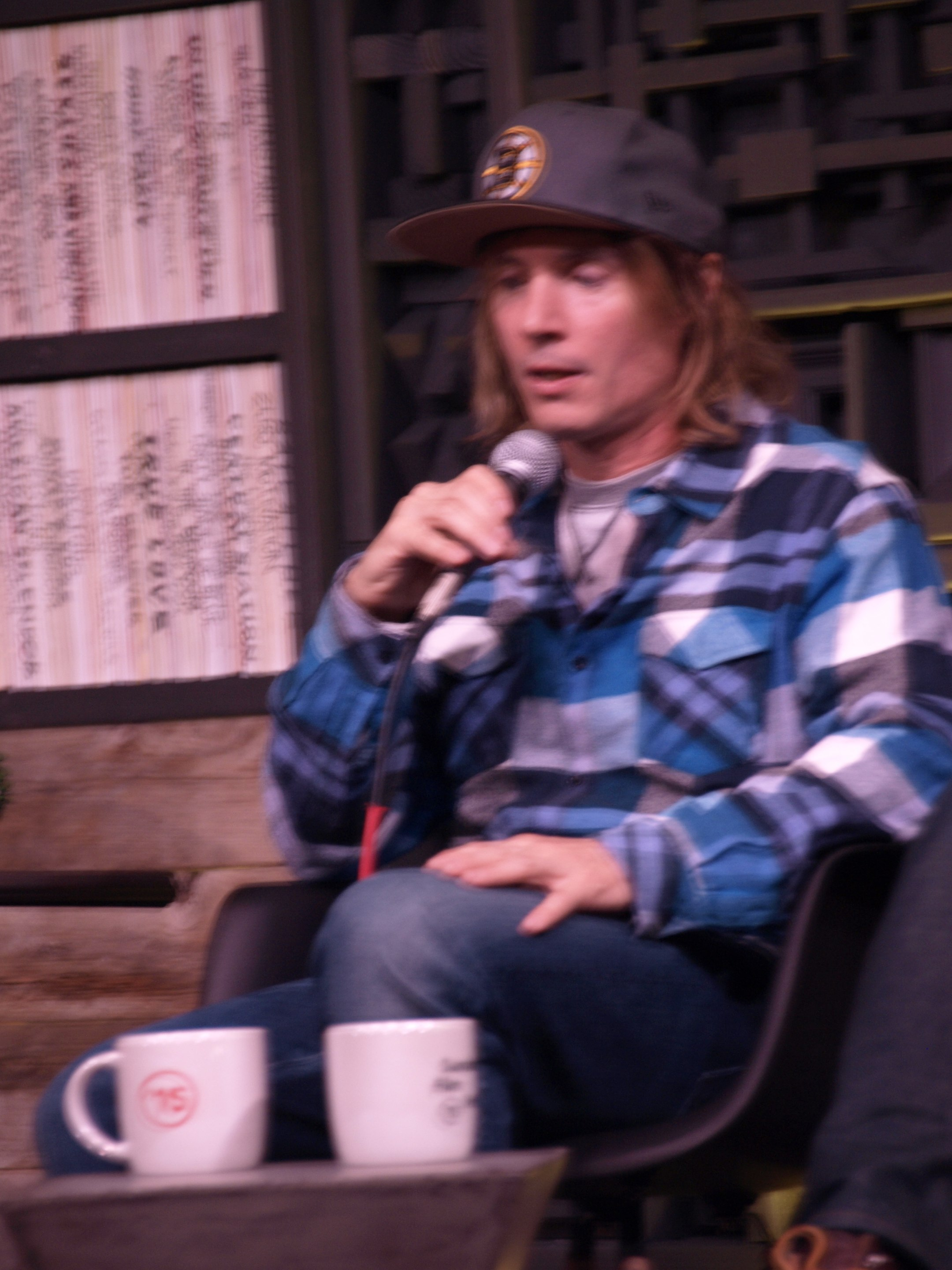
Bryan Buckley beim Sundance Film Festival 2015

Bryan Buckley (* 3. September 1963 in Sudbury, Massachusetts) ist ein US-amerikanischer Filmregisseur, Drehbuchautor und Filmproduzent, der 2013 für einen Oscar nominiert wurde.

## Leben und Karriere
Bryan Buckley wurde 1963 in Sudbury, Massachusetts geboren. Neben seinen Kurzfilmen stellt er auch Werbespots her, die unter anderem bei Werbeunterbrechungen des Super Bowls gezeigt wurden. Mit seinem Kurzfilm Asad aus dem Jahr 2012, für den er neben der Regietätigkeit auch das Drehbuch verfasste, erhielt Buckley bereits sechs Auszeichnungen bei Filmfesten und eine Oscar-Nominierung in der Kategorie Bester Kurzfilm.
Bei der Oscarverleihung 2020 wurde er für den Kurzfilm Soria erneut nominiert.

## Filmografie (Auswahl)
- 1999: New Jersey Turnpikes
- 2004: The Wake-up Caller (Kurzfilm)
- 2004: Krug (Kurzfilm)
- 2010: No Autographs (Dokumentarkurzfilm)
- 2012: Asad (Kurzfilm)
- 2015: Bronze (The Bronze)
- 2017: The Pirates of Somalia
- 2019: Saria